# Cláudio Santoro
Cláudio Franco de Sá Santoro (* 23. November 1919 in Manaus; † 27. März 1989 in Brasília) war ein brasilianischer Komponist.

## Leben
Santoro studierte in Rio de Janeiro und danach in Paris bei Nadia Boulanger. Ab 1939 war er Kompositionslehrer an der Musikhochschule in Rio de Janeiro. 1944 trat Santoro der Kommunistischen Partei Brasiliens bei. Von 1951 bis 1953 war er Musikdirektor beim Rundfunk, von 1962 bis 1965 Professor an der Universität von Brasilia. Seit 1970 unterrichtete er Komposition und Dirigieren an der Musikhochschule Heidelberg-Mannheim.
Er komponierte sechs Ballette, vierzehn Sinfonien und zahlreiche weitere Orchesterwerke, ein Violin- und ein Cellokonzert, zwei Klavierkonzerte, ein Konzert für Flöte, Oboe, Klarinette, Trompete, Posaune, Klavier und Streicher, kammermusikalische Werke, Sonaten, Sonatinen und Präludien für Klavier, ein Oratorium, eine Kantate und zahlreiche Schauspiel-, Film-, Funk- und Fernsehmusiken.
1952 erhielt er in Wien den Internationalen Friedenspreis des Weltfriedensrates für sein Werk Canto de Amor e Paz.

## Belege
1. ↑  A sinfonia comunista de Claudio Santoro. In: O Poder Popular. 16. April 2022, abgerufen am 29. Januar 2024 (po).

| Personendaten    | Personendaten                 |
| ---------------- | ----------------------------- |
| NAME             | Santoro, Cláudio              |
| ALTERNATIVNAMEN  | Santoro, Cláudio Franco de Sá |
| KURZBESCHREIBUNG | brasilianischer Komponist     |
| GEBURTSDATUM     | 23. November 1919             |
| GEBURTSORT       | Manaus                        |
| STERBEDATUM      | 27. März 1989                 |
| STERBEORT        | Brasília                      |